# 콰라주

콰라주의 위치

콰라주(영어: Kwara State)는 나이지리아의 서부에 있는 주로, 주도는 일로린이다. 면적은 36,825km2이며, 인구는 1,566,469명(1991년)이다. 1967년 5월 27일에 신설되었다. 북쪽으로는 나이저주, 동쪽으로는 코기주, 남쪽으로는 오순주와 에키티주, 오요주와 접하며 서쪽으로는 베냉과 국경을 접한다.